# 사쿠라다 가즈키
사쿠라다 가즈키(일본어: 櫻田 和樹, 1982년 8월 1일 ~ )는 일본의 전 축구 선수이다.

## 구단 경력
과거 더스파구사쓰 군마에서 활동하였다.